# Onías I
Onías I, Sumo Sacerdote de Jerusalén (323 a. C. - 300 a. C.). Hijo y sucesor de Jadúa. Recibió a Alejandro Magno cuando el rey macedonio entró en Jerusalén. Onías aparece en el Libro I de los Macabeos, donde se cita la correspondencia que mantuvo con el rey Areo I de Esparta.  También aparece en el Eclesiástico. Le sucedió como Sumo Sacerdote su hijo, Simón I el Justo.